# Вальдемар Томашевський
Вальде́мар Томаше́вский (лит. Valdemar Tomaševski, пол. Waldemar Tomaszewski, 3 березня 1965, Новосілки, Вільнюський район, Литва) — литовський політичний діяч, лідер Виборчої акції поляків Литви.

## Життєпис
Народився у родині вчителя.
Закінчив середню школу № 11 у Вільнюсі (1983), навчався у Вільнюському інженерно-будівельному інституті (ВІБІ). Після закінчення першого курсу був призваний на військову службу.
У 1984—1986 служив у радянській армії в Мурманській області. У 1990 закінчив ВІБІ, отримавши спеціальність інженера-механіка.

## Політична діяльність
Брав участь у діяльності громадської організації «Союз поляків Литви».
У 1993 — голова Вільнюського районного відділу «Спілки поляків Литви».
У 1994 став одним із засновників Виборчої акції поляків Литви (ВАПЛ) і був обраний першим віце-головою партії.
У 1999 Томашевського обрали головою Виборчої акції поляків Литви.
Обирався членом Ради і Правління Вільнюського районного самоврядування у 1995 і 1997, у 2000 займав пост віце-мера Вільнюського районного самоврядування.
У 2000, 2004 і 2008 Вальдемар Томашевський у одномандатному Вільнюсько-Шальчинінкському окрузі обирався до Сейму Литовської Республіки.
У березні 2009 висунув свою кандидатуру на вибори президента Литви.
На виборах, що відбулися 17 травня, набрав 4,69 % голосів (за кількістю голосів це четвертий результат після Далі Грибаускайте з 68,17 %, кандидата соціал-демократів Альгірдаса Буткявічюса з 11,7 %, представника партії «Порядок і справедливість» Валентинаса Мазуроніса з 6,09 %).
На виборах до Європарламенту 7 червня 2009 за очолюваний Томашевським список Виборчої акції поляків Литви проголосувало 8,22 % виборців, що забезпечило цьому списку одне місце.
У Європарламенті увійшов до фракції консерваторів і реформістів, був обраний заступником делегації зв'язків із Білоруссю, став членом комітету свобод громадян, права і внутрішніх справ.